# Nikołaj Bielajew
Nikołaj Michajłowicz Bielajew (ur. 5 lutego 1890, zm. 25 kwietnia 1944 w Leningradzie) – radziecki uczony, specjalista w dziedzinie wytrzymałości materiałów; od 1924 profesor instytutu w Leningradzie; od 1939 członek AN ZSRR. Pisał prace z teorii sprężystości, plastyczności, badań mostów oraz technologii betonu.